# 肉球近方蟹
肉球近方蟹为弓蟹科近方蟹属的动物。分布于朝鲜、日本、庫頁島、台湾岛以及中国大陆的广东、福建、浙江、江苏、山东、渤海湾、辽东半岛等地，生活环境为海水，一般栖息于低潮线的岩石下或石缝中。現時在歐洲及北美成為了入侵物種。

## 外部連結
- Species Profile – Asian shore crab (Hemigrapsus sanguineus), National Invasive Species Information Center, United States National Agricultural Library